# Amanda Holden
Amanda Louise Holden (Portsmouth, Hampshire; 16 de febrero de 1971) es una actriz británica y personalidad de los medios. Desde 2007, ha sido juez en la competencia de programas de talentos de televisión Britain's Got Talent en ITV. Actualmente es coanfitriona del programa de radio Heart Breakfast con Jamie Theakston las mañanas de lunes a viernes.
Holden interpretó el papel principal en el espectáculo musical Thoroughly Modern Millie en 2004, por el que fue nominada a un premio Laurence Olivier. Interpretó el papel de Sarah Trevanion en la serie dramática de ITV Wild at Heart (2006-2008). Sus otros créditos actorales incluyen The Grimleys (1998–2001), Kiss Me Kate (1999–2001), Cutting It (2002–2004) y Big Top (2009). Holden también ha presentado varios programas de televisión para ITV, incluidos The Sun Military Awards (2009–2014), Superstar (2012), This Morning (2014–2018), Text Santa (2015) y Give a Pet a Home (2015).
En 2013, Holden publicó su libro autobiográfico, No Holding Back, que se convirtió en un éxito de ventas del Sunday Times. En 2020, lanzó su álbum de estudio debut, Songs from My Heart.

## Primeros años
Holden nació en Portsmouth y pasó gran parte de su infancia en Bishop's Waltham, ya los nueve años se unió a Bishop's Waltham Little Theatre Company. Asistió a la escuela secundaria Swanmore (ahora Swanmore College). A los 16 se mudó a Bournemouth, antes de mudarse al sur de Londres para asistir a la Mountview Academy of Theatre Arts.

## Carrera

### Televisión
La primera aparición de Holden en televisión fue como concursante en el programa de juegos Blind Date en 1991. De 2006 a 2008, Holden apareció como Sarah Trevanian en tres series de ITV Wild at Heart, coprotagonizada por Stephen Tompkinson.
Los otros créditos televisivos de Holden incluyen tres series de la comedia Kiss Me Kate con Caroline Quentin y Chris Langham, tres series de ITV, The Grimleys, Celeb con Harry Enfield, la serie de la BBC Hearts and Bones con Damian Lewis, el episodio de Jonathan Creek "The Problem at Gallowes Gate", y un episodio del especial Agatha Christie's Marple de Boxing Day "4.50 From Paddington" junto a Geraldine McEwan y John Hannah. Actuó junto a Bill Nighy y Tom Courtenay en Ready When You Are, Mr. McGill, una comedia dramática de Jack Rosenthal. Holden es juez de Britain's Got Talent junto con Simon Cowell, David Walliams y Alesha Dixon. Se unió al programa en 2006.
Ha aparecido en series británicas como Smack the Pony, EastEnders, Hearts and Bones y Cutting It.
En 2009, Holden apareció como Lizzie, the Ring Mistress, en la comedia de situación de circo de la BBC Big Top. En abril de 2009, se informó que la cadena estadounidense CBS le había ofrecido a Holden un trabajo como presentadora invitada por única vez en The Early Show, un programa de entrevistas diurno. El 1 de junio de 2009 apareció con los presentadores habituales Harry Smith y Maggie Rodríguez. Desde entonces, Holden ha firmado con CBS como corresponsal británico de The Early Show.
Desde 2009 hasta 2014, Holden copresentó anualmente A Night of Heroes: The Sun Military Awards en ITV con Phillip Schofield. En enero de 2010 presentó su propia serie de cuatro partes, Amanda Holden's Fantasy Lives, en la que probó cuatro de los trabajos de sus sueños, incluido trabajar como corista en París y como asistente de un mago en Las Vegas.
En 2010 Holden copresentó The Door con Chris Tarrant. En 2011, Holden narró el documental The Nation's Favourite Bee Gees Song en ITV. El 6 de julio de 2012, el invitado de Holden presentó un episodio de Lorraine, reemplazando a Lorraine Kelly. Regresó como invitada presente en seis episodios más del programa del 4 al 8 de abril y el 4 de julio de 2016.
En 2012, Holden presentó el programa de talentos Superstar en ITV. El 24 de marzo de 2014 presentó un episodio del programa Dispatches de Channel 4 sobre el tratamiento de los mortinatos y los abortos espontáneos.
Del 22 de septiembre al 18 de diciembre de 2014, Holden ocupó el cargo de coanfitrión de This Morning with Phillip Schofield durante la licencia de maternidad de Holly Willoughby. Se tomó un breve descanso en enero y febrero de 2015 para grabar las audiciones de Britain's Got Talent. Christine Lampard reemplazó a Holden durante este tiempo, antes de que este último regresara al programa del 2 de marzo al 17 de julio de 2015. Regresó a This Morning en 2017 para copresentar numerosos episodios con Ben Shephard.
Holden presentó una serie fáctica de seis partes para ITV llamada Give a Pet a Home, que trabajó junto con RSPCA para encontrar hogares para animales. La serie se emitió en abril y mayo de 2015.
El 18 de diciembre de 2015, Holden formó parte del equipo presentador del teletón navideño Text Santa de ITV. En 2016 presentó I've Got Something To Tell You, una serie factual para el canal de televisión W. Apareció como Miss Pentangle en The Worst Witch de CBBC en 2017. Holden aparecerá como invitada en la telenovela australiana Neighbours como Harriet en 2022. Comenzó a filmar para el programa en Londres en octubre de 2021.
En el 2021, comenzó a aparecer en una nueva serie de falso documental de comedia de la creadora de Bo 'Selecta! Leigh Francis. El programa se llamaba The Holden Girls: Mandy & Myrtle y presentaba a Francis vestido como la abuela Myrtle de Amanda. El programa se lanzó en el canal E4 con 601 938 espectadores y se repitió en el Canal 4, ganando suficientes espectadores para volver a encargar una segunda serie para 2022.

### Teatro

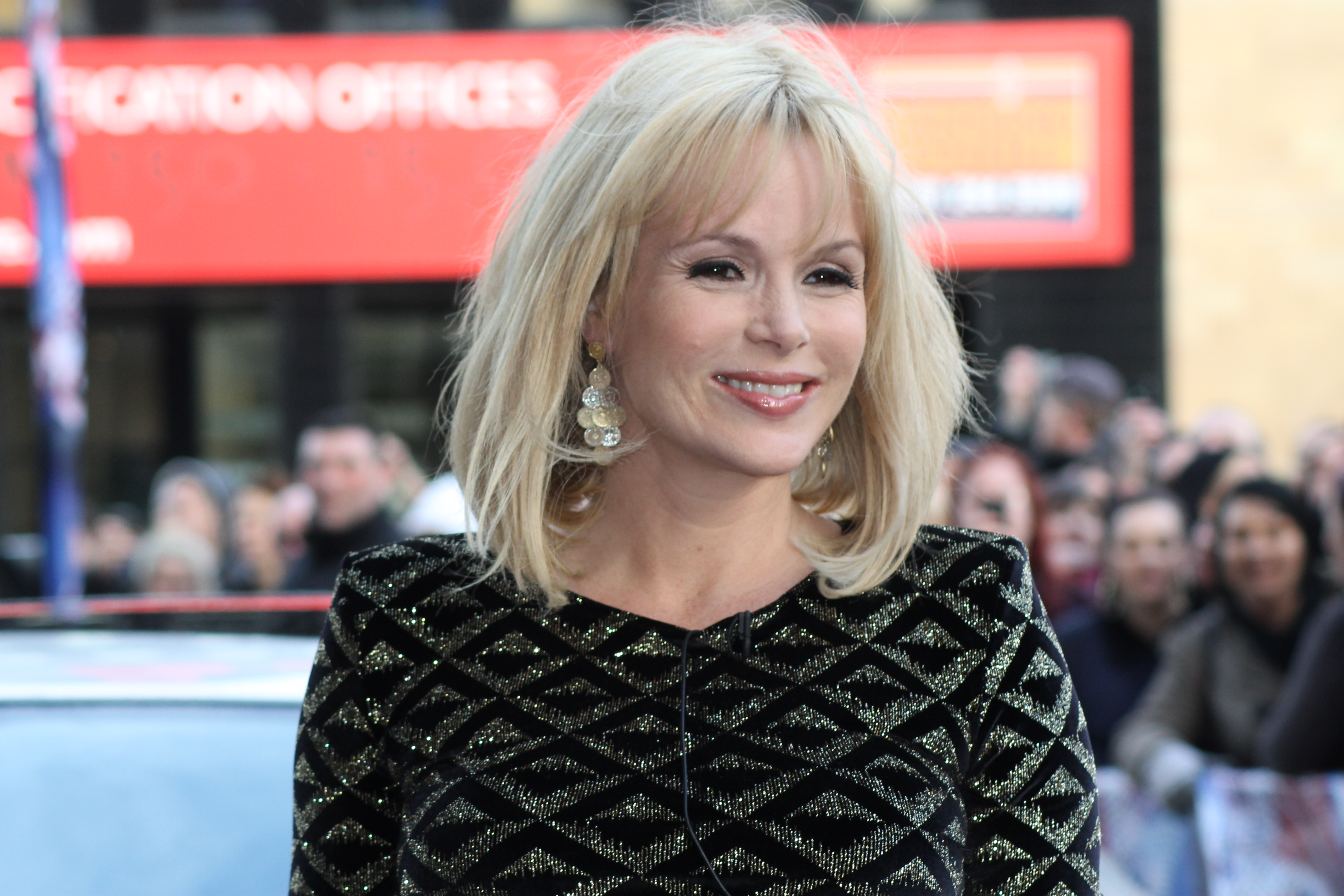
Holden en 2012.

Holden ha aparecido en varios musicales teatrales y en 2004 fue nominada al premio Laurence Olivier a la Mejor actriz en un musical por su actuación en la producción del West End de Thoroughly Modern Millie, que cerró antes de lo esperado en junio de 2004.
Holden terminó de interpretar el papel de la Princesa Fiona en la producción original del West End de Shrek The Musical, que comenzó el 6 de mayo de 2011. El espectáculo se inauguró en el Theatre Royal, Drury Lane el 14 de junio de 2011. Actuó junto a Nigel Lindsay, Richard Blackwood y Nigel Harman. Holden dejó el programa el 3 de octubre de 2011, diez semanas antes de lo planeado, para concentrarse en su hijo por nacer y fue reemplazada por la cantante de Girls Aloud, Kimberley Walsh. Por este papel, Holden ganó el premio WhatsOnStage.com Theatregoers' Choice a la Mejor actriz en un musical. En 2016, Holden protagonizó una reposición en el West End de Stepping Out y repitió su papel cuando se estrenó en el Vaudeville Theatre en marzo de 2017.

### Cine
En 1996, Holden interpretó a Pamela en Intimate Relations. En 1999 apareció como dependienta de zapatería en Virtual Sexuality. No apareció en los créditos de la película One Chance del 2013.

### Radio
En abril de 2019, se anunció que Holden reemplazaría a Emma Bunton como copresentadora de Heart Breakfast con Jamie Theakston, al mismo tiempo que se hizo nacional el 3 de junio.

### Música
En 2020, Holden lanzó su álbum de estudio debut, Songs from My Heart, a través de Universal Music. Alcanzó el número cuatro en la UK Albums Chart.

### Otros trabajos
En julio de 2009, Holden se convirtió en columnista de chismes del News of the World.
Desde 2010 hasta 2012, Holden apareció en anuncios comerciales de televisión para la cadena de supermercados Tesco. Desde 2012 ha aparecido en comerciales de televisión para el yogur bajo en grasa Danone Oykos.
En octubre de 2013, Amanda publicó su autobiografía, llamada No Holding Back, que se convirtió en un éxito de ventas del Sunday Times.
En 2015, fue la nueva cara del Alpen Brighter Morning Challenge.
En 2019, Holden firmó un contrato de grabación con Virgin EMI Records.

## Vida personal
En 1992, mientras ambos aparecían en The Sound of Music, Holden salió con George Asprey. Se casó con el comediante Les Dennis en junio de 1995. La pareja se separó temporalmente en 2000 después de que la aventura de Holden con el actor Neil Morrissey fuera objeto de interés de la prensa, antes de separarse definitivamente en diciembre de 2002 y divorciarse en 2003. Por esta época, ella alegó que fue agredida sexualmente por un "comediante famoso no identificado" en un evento público.
En 2006, Holden dio a luz a su primer hijo, concebido con su prometido, el productor discográfico Chris Hughes. Se casó con Hughes en Babington House, Somerset, el 10 de diciembre de 2008 con el expiloto de carreras de Fórmula 1 David Coulthard actuando como padrino. Después de un aborto espontáneo en 2010, sufrió que su hijo naciera muerto a los siete meses en 2011. En 2012, a pesar de las complicaciones médicas, dio a luz a su segunda hija. A partir de 2018, Holden y Hughes viven en Surrey. Holden también posee una casa de campo en los Cotswolds que ha estado renovando desde 2017.
En 2010, Holden hizo campaña para mantener un supermercado Sainsbury's fuera de Bishop's Waltham. Los residentes de su ciudad natal la acusaron más tarde de aplicar un doble estándar en noviembre de 2010 cuando firmó un contrato para aparecer en anuncios de Tesco, una cadena de supermercados del Reino Unido.
En diciembre de 2016, la ascendencia de Holden fue el tema de un programa de la BBC Who Do You Think You Are?. La investigación descubrió que su bisabuelo de Cornualles, Collin Thomas, cumplió un año de prisión, después de interrumpir su aprendizaje como cordwainer, al alistarse en la Royal Navy y abandonar el Reino Unido a los 15 años. Diez años después, mientras servía en el ejército británico después de la Guerra de la Independencia, conoció y se casó con una mujer francesa y formó una familia cerca de Burdeos, Francia, antes de trasladar a su esposa e hijos mayores a Gran Bretaña. Además, se supo que su abuelo Frank Holden, un enfermero psiquiátrico, estaba a bordo del RMS Lancastria cuando fue bombardeado por la Luftwaffe alemana en junio de 1940 frente al puerto de Saint-Nazaire y se hundió con la pérdida de miles de vidas. Frank Holden se suicidó a los 70 años.
Holden ha sido fanática desde hace mucho tiempo del club de fútbol de la Premier League inglesa, Everton, y asiste a los partidos en casa y fuera cuando su agenda se lo permite. Ha sido vegetariana desde que tenía trece años.
Es sobrina nieta de la actriz Jan Holden (1931-2005).[cita requerida]

### Trabajo de caridad
Holden encabezó la campaña de concientización sobre el cáncer de mama del Everton. Es patrocinadora de la organización benéfica del club de fútbol, Everton In the Community. En septiembre de 2011, Holden recibió patrocinio para hornear un pastel para cada niño en el Hospital Great Ormond Street.
El 13 de abril de 2008, Holden corrió el maratón de Londres en 4 horas y 13 minutos, en nombre de la Born Free Foundation, habiendo recopilado patrocinadores públicos y famosos en línea. Desde 2013, ha presentado los premios Animal Hero de la RSPCA. Holden ha recaudado dinero para Jeans for Genes y SSAFA a través de The Big Brew Up.
En 2013 se convirtió en una celebridad embajadora de Battersea Dogs & Cats Home, luego de su trabajo con la campaña 'Buy One, Feed One' de Pedigree que ella y su colega embajador Paul O'Grady han estado apoyando juntos.
En junio de 2018, Holden fue fotografiada bajo el agua por Zena Holloway. Se hizo pasar por una sirena en una campaña de concientización de People for the Ethical Treatment of Animals (PETA) para resaltar el "tratamiento repugnante" de las orcas en SeaWorld. Holden también posó desnuda para PETA en una campaña para promover el vegetarianismo.
En 2020, Holden recaudó dinero para el Servicio Nacional de Salud (NHS) durante la pandemia de COVID-19.

## Filmografía

### Televisión
| Año             | Título                                              | Papel                 | Notas                                                   |
| --------------- | --------------------------------------------------- | --------------------- | ------------------------------------------------------- |
| 1991            | Blind Date                                          | Contestante           |                                                         |
| 1993            | In Suspicious Circumstances                         | Alice Meadows         | Episodio: "Falling Starr"                               |
| 1994            | EastEnders                                          | Carmen                | 5 episodios                                             |
| 1997            | We Know Where You Live                              | Varios personajes     | 12 episodios                                            |
| 1997            | The Bill                                            | Julia                 | Episodio: "Mr. Friday Night"                            |
| 1997            | Thief Takers                                        | Camilla Barker        | Episodio: "One Last Hurrah"                             |
| 1998            | Goodness Gracious Me                                | Varios personajes     | 5 episodios                                             |
| 1998            | Jonathan Creek                                      | Petra                 | 2 episodios: "The Problem at Gallows Gate: Parts 1 & 2" |
| 1998            | Hale and Pace                                       | Girl 2                |                                                         |
| 1998–2001       | Kiss Me Kate                                        | Mel                   |                                                         |
| 1999            | Smack the Pony                                      | Varios personajes     | 4 episodios                                             |
| 1999            | The Nearly Complete and Utter History of Everything | Novia de Geordie      | Película de televisión                                  |
| 1999–2001       | The Grimleys                                        | Geraldine Titley      |                                                         |
| 2000            | Happy Birthday Shakespeare                          | Alice                 | Película de televisión                                  |
| 2000–2001       | Hearts and Bones                                    | Louise Slaney         | 13 episodios                                            |
| 2001            | The Hunt                                            | Sarah Campbell        | Película de televisión                                  |
| 2001            | Now You See Her                                     | Jessica               |                                                         |
| 2002            | Celeb                                               | Debs Bloke            | 1 temporada (6 episodios)                               |
| 2002            | This Is Your Life                                   | Ella misma            | 1 episodio                                              |
| 2002–2003       | Top of the Pops 2                                   | Presentadora invitada | 5 episodios                                             |
| 2002–2004       | Cutting It                                          | Mia Bevan             | Rol principal                                           |
| 2003            | Greasemania                                         | Presentadora          |                                                         |
| 2003            | The National Music Awards 2003                      | Herself               | Especial de televisión                                  |
| 2003            | Ready When You Are, Mr. McGill                      | Police Officer        | Película de televisión                                  |
| 2004            | Mad About Alice                                     | Alice                 | Rol principal; una temporada                            |
| 2004            | French and Saunders                                 | Cordelia Lear         | 1 episodio                                              |
| 2004            | Agatha Christie's Marple                            | Lucy Eyelesbarrow     | Episodio: "4:50 from Paddington"                        |
| 2006–2008       | Wild at Heart                                       | Sarah Trevanion       | Rol principal                                           |
| 2007–present    | Britain's Got Talent                                | Jueza                 | Jueza principal (2020)                                  |
| 2008            | When Britain First Had Talent                       | Ella misma            | Documental                                              |
| 2009            | Out of My Depth                                     | Trainee Midwife       |                                                         |
| 2009            | Big Top                                             | Lizzie                | 6 episodios                                             |
| 2009            | Bookaboo                                            | Ella misma            | Episodio: "That Rabbit Belongs to Emily Brown"          |
| 2009–2014       | A Night of Heroes: The Sun Military Awards          | Presentadora          | Especial de televisión                                  |
| 2010            | The Door                                            | Copresentadora        | Serie de 2 partes                                       |
| 2010            | Amanda Holden's Fantasy Lives                       | Presentadora          | Documental                                              |
| 2010            | A League of Their Own                               | Presentadora invitada | 3 episodios                                             |
| 2011            | The Nation's Favourite Bee Gees Song                | Presentadora          | Documental                                              |
| 2012            | Superstar                                           | Presentadora          | 1 temporada                                             |
| 2014            | Dispatches: Exposing Hospital Heartache             | Presentadora          | Documental                                              |
| 2014            | Celebrity Deal Or No Deal                           | Concursante           | Celebrity edition; 1 episodio                           |
| 2014, 2016      | Lorraine                                            | Presentadora invitada | 9 episodios                                             |
| 2014–2015, 2017 | This Morning                                        | Copresentadora        | Junto a Phillip Schofield                               |
| 2015            | Give a Pet a Home                                   | Presentadora          | 1 temporada                                             |
| 2015            | Text Santa                                          | Presentadora          | Especial de televisión                                  |
| 2016            | I've Got Something To Tell You                      | Presentadora          |                                                         |
| 2017–2018       | The Worst Witch                                     | Miss Pentangle        |                                                         |
| 2018            | The Keith & Paddy Picture Show                      | Ella misma            | Episodio: "Pretty Woman"                                |
| 2019            | Plebs                                               | Rufina                | Episodio: "The Banquet"                                 |
| 2019            | The Celebrity Apprentice                            | Ella misma            |                                                         |
| 2019            | Britain's Got Talent: The Champions                 | Jueza                 |                                                         |
| 2021            | I Can See Your Voice                                | Jueza                 |                                                         |
| 2021            | Eurovisión 2021                                     | UK spokesperson       | Programa anual                                          |
| 2021            | The Holden Girls: Mandy & Myrtle                    | Ella misma            |                                                         |
| 2022            | Neighbours                                          | Harriet               | Invitada                                                |

#### Apariciones de invitados
- The Jack Docherty Show (1998)
- Loose Women (2000, 2002, 2013, 2020)
- Richard & Judy (2002)
- The Kumars at No. 42 (2003)
- The Dame Edna Treatment (2007)
- Happy Hour (2007)
- Alan Carr: Chatty Man (2009, 2012, 2013, 2014)
- The Paul O'Grady Show (2009, 2013)
- The One Show (2009, 2013)
- Ant & Dec's Christmas Show (2009)
- Magic Numbers (2010)
- The Graham Norton Show (2010, 2013, 2014, 2015)
- The Alan Titchmarsh Show (2011, 2013)
- Paul O'Grady Live (2011)
- The Talent Show Story (2012)
- Comic Relief: Simon Cowell's Wedding (2013)
- Ant & Dec's Saturday Night Takeaway (2013, 2018)
- The One and Only Cilla Black (2013)
- Up Late with Rylan (2016)
- Who Do You Think You Are? (2016)
- Alan Carr's Happy Hour (2016)
- Have I Got News for You (2017)
- This Morning (2018)
- Celebrity Juice (2019)
- Blockbuster (2019)
- Sunday Brunch (2020)

### Cine
| Año  | Título                     | Papel                 | Notas         |
| ---- | -------------------------- | --------------------- | ------------- |
| 1996 | Intimate Relations         | Pamela                |               |
| 1999 | Don't Go Breaking My Heart | Nurse                 |               |
| 1999 | Virtual Sexuality          | Ayudante de zapatería |               |
| 2013 | One Chance                 | Ella misma/jueza      | Sin acreditar |
| 2014 | Pudsey the Dog: The Movie  | Sally the Dog         | Voz           |

### Anuncios de televisión
| Año          | Título       | Papel      | Descripción             |
| ------------ | ------------ | ---------- | ----------------------- |
| 2010–2012    | Tesco        | Ella misma | Cadena de supermercados |
| 2012–present | Danone Oykos | Ella misma | Yogur bajo en grasa     |
| 2015–present | Alpen        | Ella misma | Granola saludable       |

## Teatro
| Año       | Título                   | Papel            | Teatro/compañía                                |
| --------- | ------------------------ | ---------------- | ---------------------------------------------- |
| 1999      | The Sound of Music       | Liesl Von Trapp  | West End                                       |
| 2004      | Thoroughly Modern Millie | Millie Dillmount | West End; Shaftesbury Theatre                  |
| 2011      | Shrek The Musical        | Princess Fiona   | West End; Theatre Royal, Drury Lane            |
| 2016–2017 | Stepping Out             | Vera             | West End; Richmond Theatre, Vaudeville Theatre |

## Radio
| Año           | Programa                                 | Canal | Notas                      |
| ------------- | ---------------------------------------- | ----- | -------------------------- |
| 2019–presente | Heart UK Breakfast with Jamie and Amanda | Heart | Mañanas de lunes a viernes |

## Discografía

### Álbumes de estudio
- 2020: Songs from My Heart

### Sencillos
- "Over the Rainbow" (sencillo en ayuda de NHS Charities Together) (2020), Virgin EMI
- "With You" (2020), Virgin EMI
- "Home For Christmas" (2020) Universal Music Group